# أدريان راموس

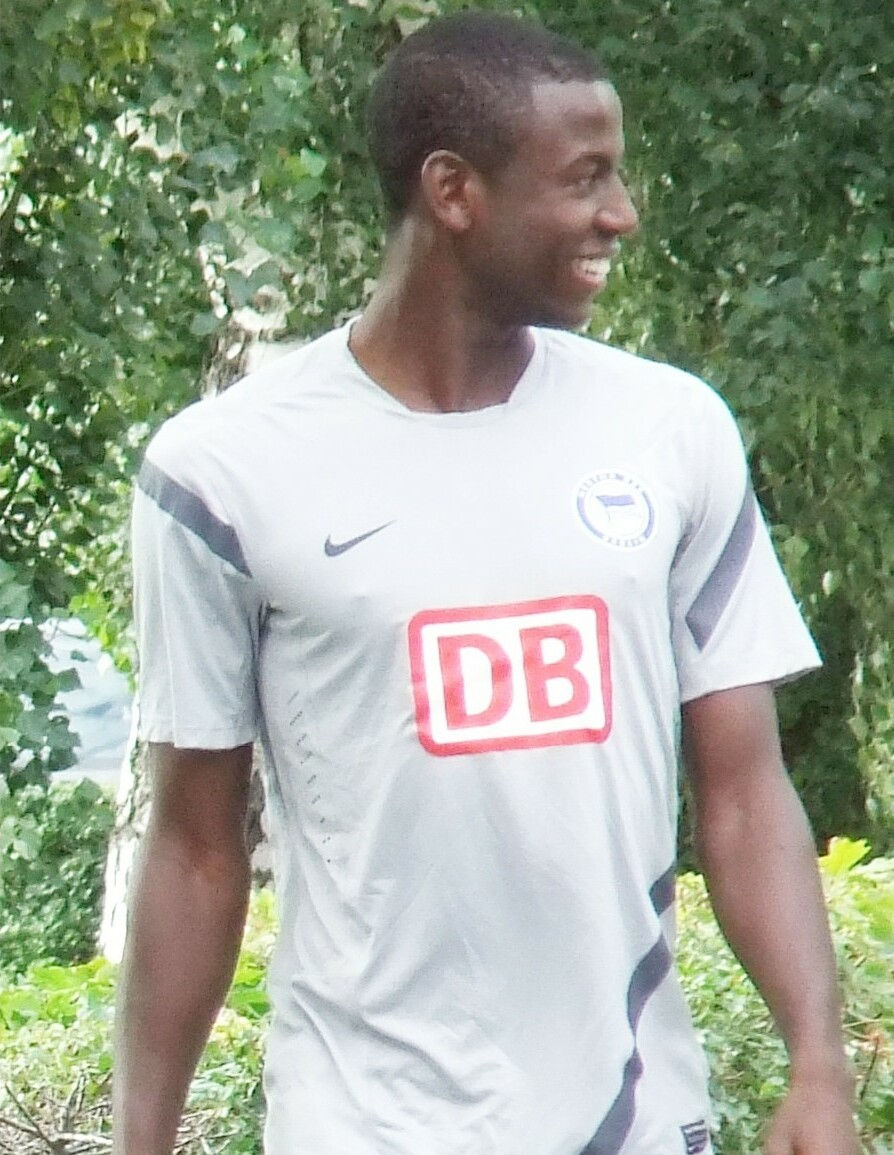
أدريان راموس

 غوستافو أدريان راموس فاسكيز (بالإسبانية: Adrián Ramos) (مواليد 22 يناير 1986 في سانتاندر دي كويليتشاو - كولومبيا) لاعب كرة قدم كولومبي يلعب حاليا لصالح نادي الدرجة الأولى بروسيا دورتموند الألماني منذ 2014 في مركز المهاجم .
ضمَّ نادي غرناطة، الذي يحتل المركز قبل الأخير بالليجا، المهاجم الكولومبي أدريان راموس,على سبيل الإعارة من نادي تشونجكينج ليفان الصيني، الذي كان قد انتقل إليه من بوروسيا دورتموند الألماني

## روابط خارجية
- أدريان راموس على موقع الاتحاد الدولي (مؤرشف)  (الإنجليزية)
- أدريان راموس على موقع قاعدة بيانات كرة القدم.إي يو (الإنجليزية)
- أدريان راموس على موقع بيانات كرة القدم. دي إي (الألمانية)
- أدريان راموس على موقع ناشيونال فوتبول تيمز (الإنجليزية)
- أدريان راموس على موقع Soccerbase.com (لاعب) (الإنجليزية)
- أدريان راموس على موقع Soccerway.com (الإنجليزية)
- أدريان راموس على موقع عالم كرة القدم.نت (الإنجليزية)
- أدريان راموس على موقع كووورة
- أدريان راموس على موقع AS.com (الإسبانية)